# Mystery House
Mystery House (La casa del misterio) es el primer videojuego de Roberta Williams creado junto a su marido Ken Williams. Con este videojuego se fundó On-Line Systems, que poco más tarde se convertiría en Sierra Online. Mystery House se publicó en 1980, exclusivamente para Apple II, y fue la primera aventura conversacional de la historia que incluyó gráficos acompañando al texto. Debido al uso de gráficos, el año 2007 GamePro nombró a Mystery House como el 51.er videojuego más importante de todos los tiempos.

## Argumento
Eres un detective que llega hasta una casa misteriosa, con la intención de encontrar en ella unas valiosas joyas. En el salón encuentras a una multitud de personajes. Personajes que no tardan en desaparecer. Al explorar la mansión, poco a poco empezarás a encontrar los cadáveres de todas estas personas. Tu misión es, entre todos los personajes, encontrar al asesino antes de que tú te conviertas en víctima suya.

## Desarrollo
A finales de los setenta, Ken Williams buscó establecer una compañía de software para Apple II, que en ese entonces dominaba el mercado informático. Un día, llevó un terminal de teletipo a su casa para trabajar en el desarrollo de un programa de contabilidad. Buscando a través de un catálogo, encontró un programa llamado Colossal Cave Adventure. Junto con su esposa Roberta, lo jugaron hasta que lo terminaron. El encuentro con este título tendría una influencia vital.
Tras terminar Colossal Cave Adventure, empezaron a buscar algo similar, pero lo que encontraron fue un mercado sin desarrollar. Roberta se sentó en frente de la mesa de la cocina y comenzó a anotar sus ideas. A ella le gustó el concepto de aventura basada en texto, pero pensó que los jugadores encontrarían más gratificante la experiencia con imágenes, y con ello, empezó a pensar en su propio título. Tres semanas después, le presentó a Ken el script de un videojuego llamado Mystery House (la Casa del Misterio), la idea que había estado desarrollando durante los días anteriores, mientras cuidaba a los niños (D.J. tenía siete años entonces y Chris tenía solamente un año de edad) y hacía las demás tareas domésticas. 
El juego giraría alrededor de un misterio de asesinato, donde el jugador estaría atrapado por la noche en una vieja casa junto con otras siete personas, uno de los cuales sería un asesino. ¿Pero quién? La casa también contendría un tesoro oculto que el jugador tendría que encontrar, inspirándose en la famosa novela de Agatha Christie Diez negritos y el juego de mesa Sospecha.) Al principio, Ken no estaba muy emocionado con la idea, pero poco a poco Roberta llamó su atención, especialmente cuando le dijo que quería que el juego tuviera imágenes en vez de solo texto.
Roberta convenció a Ken para que le ayudara a desarrollar el juego por las tardes después del trabajo. Ken calculó una manera de hacer caber la cantidad de gráficos que ella deseaba en la muy limitada memoria de su ordenador Apple II, y creó las herramientas necesarias para dibujarlos, pues todavía no había programas de dibujo disponibles en el mercado. Ellos compraron una ruda tabla digitizadora con un brazo mecánico que podía transferir un dibujo en el papel a una imagen informática. Ken también programó el código necesario para el juego. Roberta trabajó en el texto y los gráficos y dijo a Ken cómo juntarlo todo para hacer el juego que ella deseaba, y ella misma hizo el test de calidad. El diseño de la caja fue realizado por la madre de Roberta, Nova, que era una buena pintora al óleo.
Ken paso algunas noches desarrollando el juego en su Apple II utilizando 70 dibujos en dos dimensiones realizados por Roberta. Ellos trabajaron en ello por cerca de tres meses, y el 5 de mayo de 1980, Mystery House finalmente estaba listo para ser despachado. Colocaron un pequeño anuncio en Micro Magazine, hicieron las copias del juego ellos mismos y las empaquetaron en pequeñas carpetas cuadradas, selladas dentro de bolsas Ziploc conteniendo un disquete de 5¼ pulgadas y una fotocopia describiendo al juego. Después, los juegos fueron distribuidos, por Ken y Roberta en persona, a los únicos cuatro almacenes de software disponibles en ese entonces en el Condado de Los Ángeles. Costaba $24.95 y fue distribuido bajo el nombre de la empresa de Ken, On-Line systems. Para su gran sorpresa, Mystery House tuvo un enorme éxito, llegando a ser un best-seller en su primera entrega. Finalmente, llegó a vender más de 10 000 copias, lo cual era una gran cantidad para la época.
Aunque Ken creía que el mercado para los videojuegos tendría menor crecimiento que el de software profesional, él se concentró en los videojuegos, y On-Line Systems acabaría convirtiéndose en Sierra On-Line.

## Sistema técnico

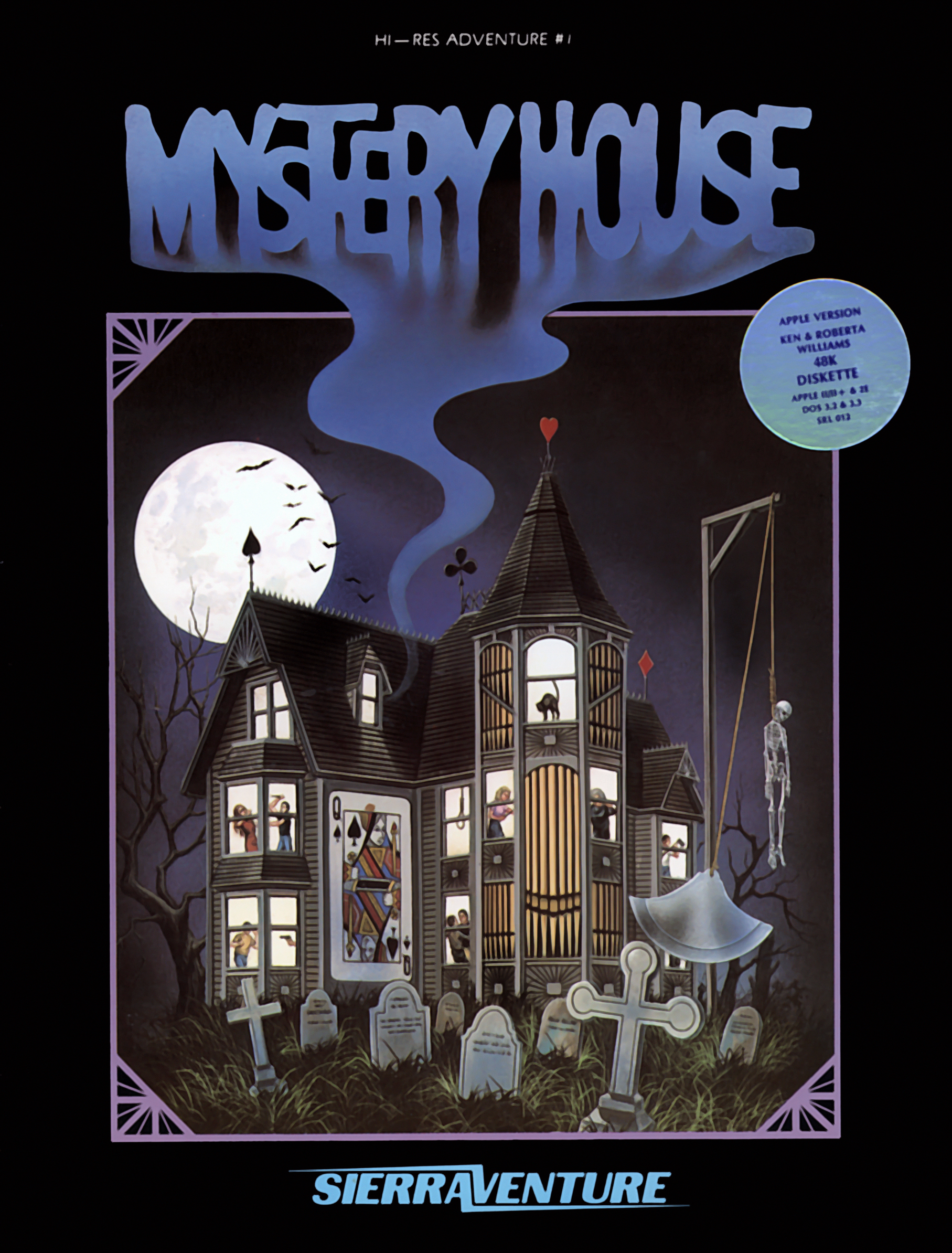
Embalaje

Como toda aventura conversacional, hay que leer las descripciones de texto que da el juego para recoger objetos y usarlos según y donde sea oportuno. Las órdenes se introducen por teclado con un sistema simple, acción+objeto (ejemplo: OPEN DOOR, USE KEY). Los gráficos que aparecen son un mero acompañamiento, aunque sin embargo en ocasiones hay que fijarse ellos para encontrar pistas para avanzar no incluidas en el texto. Eran muy rudimentarios, con los personajes como meros monigotes, pues fueron realizados a mano por la propia Roberta Williams, quien también escribió la historia, mientras que Ken se encargó de la programación.

## Legado
Mystery House fue relanzanda en 1982 a través de la línea de SierraVenture, la cual produjo un número de videojuegos desarrollados a principios de Sierra hasta 1983. 
En 1987, en el séptimo aniversario de Sierra, Mystery House fue lanzada al dominio público. Recientemente se hicieron versiones para iPhone y iPod Touch, cuyas versiones cuales fueron lanzadas en 2009 y distribuidas por iTunes.